# SCR-300
El SCR-300 fue un transceptor de radio portátil, utilizado por el Cuerpo de Señales del Ejército de los Estados Unidos durante la Segunda Guerra Mundial. Este dispositivo, que se llevaba en la espalda de la misma forma que una mochila, fue la primera radio calificada como "walkie-talkie".

## Historia
En 1940, Motorola (por aquel entonces llamada Galvin Manufacturing Company) recibió un contrato del Departamento de Guerra de Estados Unidos para desarrollar una radio portátil con transmisión y recepción de voz, alimentada mediante batería, que pudiera ser empleada por las unidades de infantería estadounidenses en el campo de batalla. El equipo de ingenieros a cargo del proyecto estaba formado por Daniel E. Noble, que concibió el diseño basándose en la modulación de frecuencia, Henryk Magnuski, el ingeniero de radiofrecuencia principal, Marion Bond, Lloyd Morris y Bill Vogel. La SCR-300 funcionaba en la banda de frecuencia entre 40 y 48 MHz, y disponía de varios canales. Esta radio, junto a otras radios FM portátiles instaladas en tanques y radios de artillería, como la SCR-508 (20 a 27,9 MHz) y la SCR-608 (27 a 38,9 MHz), marcó el comienzo de la transición de baja-HF AM/CW a baja-VHF FM en los diseños de las radios de combate.
Los controles de calidad finales del aparato se llevaron a cabo en Fort Knox, Kentucky. El rendimiento de la SCR-300 durante dichos controles demostró su capacidad para establecer comunicación en entornos con interferencias, así como la robustez de su diseño. Motorola produjo unas 50 000 unidades de la SCR-300 en el transcurso de la Segunda Guerra Mundial.
La SCR-300 fue ampliamente utilizada en la Batalla de Normandía y la Campaña de Italia. Asimismo, se hizo indispensable para prevenir confusiones en la Batalla de las Ardenas.
Las fuerzas armadas británicas adoptaron el diseño de la SCR-300 para uso propio de 1947 en adelante, bajo la designación "Wireless Set No. 31".

## Especificaciones técnicas

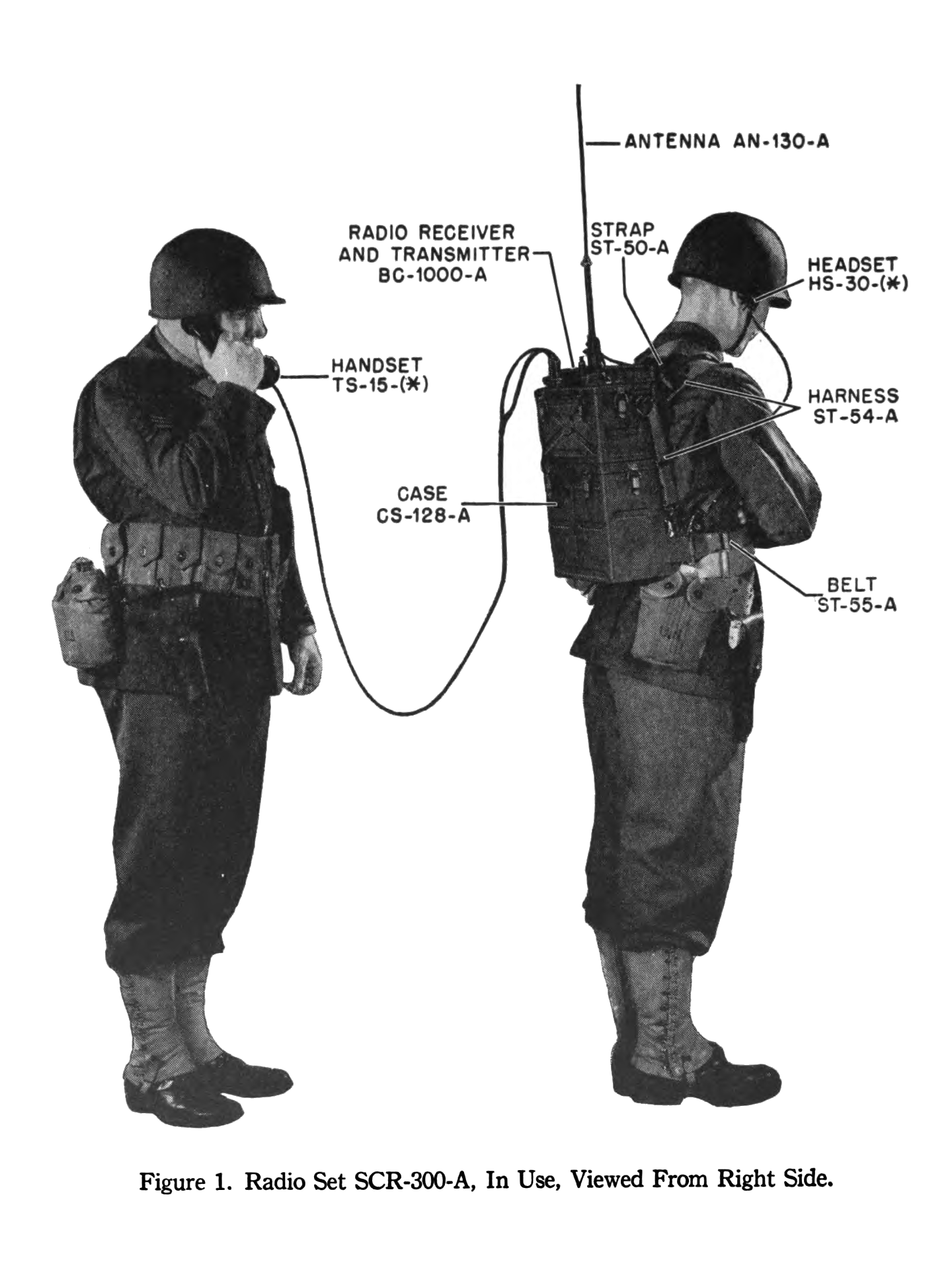
Equipo SCR-300-A del Cuerpo de Señales del Ejército de los Estados Unidos.

En lo que respecta a su diseño, el SCR-300 era un transceptor de 18 válvulas alimentado por batería, equipado con un transmisor de FM y un receptor de doble superheterodino. Asimismo, incorporaba un circuito squelch, un circuito de control automático de frecuencial y un circuito de calibración controlado por cristal.
- Peso:

Con batería versión A: 17,3 kg
Con batería versión B: 14,3 kg
- Alimentación:

Filamentos: 4,5 voltios
Receptor: 90 voltios
Transmisor: 60 voltios (sumados al voltaje del receptor)
- Antena:

AN-130-A: antena de látigo de dos secciones, 84 cm
AN-131-A: antena de látigo de ocho secciones, 325 cm
- Rango de frecuencia: entre 40 y 48 MHz
- Modulación: Frecuencia modulada
- Válvulas:

3A4 (2)
1T4 (6)
1L4 (5)
1R5 (1)
1A3 (1)
1S5 (3)
- Potencia RF de salida: 0,3 vatios
- Alcance: aproximadamente 4,8 km